# Disciplinare di produzione
Il disciplinare di produzione è la prescrizione che disciplina l'ottenimento di un prodotto agricolo o alimentare.
Più precisamente, in ambito regolamentato, il disciplinare è la norma di legge che definisce i requisiti produttivi e commerciali di un prodotto a DOP o IGP o STG (o qualifiche equivalenti se si considerano gli stati extra Unione europea). Per la sola Italia, anche i prodotti De.Co. hanno un disciplinare.
Qualsiasi prodotto nazionale o europeo che si fregi di una denominazione/indicazione protetta ha un disciplinare (es. lo Champagne, il Barolo, il Prosciutto di Parma, il Parmigiano-Reggiano, il Pane di Altamura, l'Asparago Bianco di Bassano del Grappa, l'Olio del Garda e altri migliaia).
I disciplinari sono periodicamente revisionati: aggiornati-modificati (normale evoluzione), sdoppiati (quando da una denominazione se ne stacca un'altra), accorpati (quando si uniscono denominazioni), abrogati (quando la denominazione cessa di esistere). Quando esistono, i consorzi di tutela sovrintendono alla nascita e gestione del disciplinare di riferimento.
L'iter per elaborare, presentare, approvare, pubblicare un disciplinare (e la relativa denominazione/indicazione) è piuttosto complesso e, comunque, deve essere svolto in sede comunitaria. Un disciplinare è una legge a tutti gli effetti e le relative violazioni determinano reati.
Possono anche esistere disciplinari, per così dire, "privati" oppure su base volontaria ma molto locale (in pratica sono dei capitolati): tuttavia nella presente voce si tratta unicamente il disciplinare in ambito regolamentato.

## Vini
Nel caso del vino, il disciplinare è la norma a cui si deve far riferimento per ottenere un vino a DOCG, DOC, IGT.
Il disciplinare è redatto in base alle tradizioni, come per la tipologia di forma d'allevamento del vigneto, o per i vitigni utilizzati.
I disciplinari sono divisi in articoli, in cui si specifica:
1. la denominazione, a che vitigni si riferisce, in che percentuale e la zona esatta (confini);
2. la resa dell'uva, il titolo alcol metrico minimo dell'uva, la densità delle viti;
3. come deve avvenire la vinificazione;
4. le caratteristiche tecniche del prodotto finito, come colore, odore, gradazione alcolica effettiva, acidità totale, estratto secco minimo;
5. le designazioni (ovvero gli specifici nomi legali dei vini previsti in seno alla denominazione/indicazioni), le menzioni (ad esempio, riserva, millesimato, ecc.), le prescrizioni per l'etichettatura e presentazione del prodotto;
6. notizie storiche e legami con il territorio;
7. organismo di controllo designato (l'ente di certificazione).

La severità dei requisiti specificati nella norma cresce da IGT a DOC a DOCG a DOCG con sottozone.

## Formaggi
Il disciplinare di un formaggio regolamentato ha uno schema prevalente così strutturato:
1. denominazione e descrizione della categoria di formaggio, eventuali sotto denominazioni, prova dell'origine;
2. caratteristiche del prodotto (forma esterna, parte interna, profumi, sapori, aromi e gusto, struttura), % minima di grasso sulla sostanza secca (s.s.); nella descrizione della forma esterna sono tipicamente comprese le dimensioni e il peso;
3. confini della zona di produzione;
4. razze ammesse di vacca e/o pecora e/o capra e/o bufala;
5. foraggio e alimentazione degli animali (si noti che per diversi disciplinari vi sono restrizioni molto severe sulla territorialità e specificità del foraggio);
6. metodi di ottenimento ovvero il processo produttivo (raccolta latte, eventuali trattamenti termici del latte, coagulazione, eventuale cottura della cagliata, estrazione e formatura della cagliata, tipo di salatura, operazioni successive ammesse in maturazione, stagionatura e affinamento);
7. versioni o tipologie del prodotto, forme e modalità di commercializzazione, confezionamento, rintracciabilità ed etichettatura;
8. marchi e loghi (questa sezione è sempre molto articolata per ovvie ragioni);
9. legame con l'ambiente;
10. notizie storiche, legame con il territorio, caratteristiche del prodotto, tradizione;
11. organismo di controllo designato (l'ente di certificazione).

La severità dei requisiti specificati nella norma cresce da IGP a DOP a DOP con sotto denominazioni.